# Eratoneura longa
Eratoneura longa är en insektsart som först beskrevs av Knull 1955.  Eratoneura longa ingår i släktet Eratoneura och familjen dvärgstritar. Inga underarter finns listade i Catalogue of Life.